# Теорема о двойной надстройке
Теорема о двойной надстройке утверждает, что двойная надстройка S2X гомологической сферы X гомеоморфна сфере.
Теорема доказана Кэнноном и Эдвардсом.

## Следствия
- Если X является кусочно-линейной гомологической сферой и при этом не сферой, то её двойная надстройка S2X обладает естественной триангуляцией, которая не является кусочно-линейной. Причина состоит в том, что, в отличие от кусочно-линейных многообразий, линк из одной из точек в надстройке не является сферой.